# Angyal Dávid
Angyal Dávid, születési és 1880-ig használt nevén Engel Dávid (Kunszentmárton, 1857. november 30. – Budapest, 1943. december 18.) a két világháború közötti időszak egyik meghatározó, liberális-konzervatív, pozitivista történetírója, irodalomtörténész, kritikus, egyetemi tanár, a Magyar Tudományos Akadémia levelező (1902), majd rendes (1917) tagja, titkára.

## Életpályája
Kunszentmártonban a zsidó vallású gabonakereskedő család – édesapa a Nyitra megyéből származó Engel Márton; édesanya a Szentesen felnőtt Kemény Fanni – természetesen befogadó környezetben nevelte gyermekeit. Az apa kereskedése azonban rövidesen csődbe ment, ezért a népes család Szentesre költözött. Angyal Dávid a középiskoláit Szentesen (református gimnázium), Szegeden (piarista gimnázium) és Budapesten (fasori evangélikus gimnázium) végezte. 1875–1879 között a budapesti Magyar Királyi Tudományegyetem Bölcsészkarán, magyar–német szakon tanult. Egyetemi tanulmányait követően katonaként részt vett az 1878-as, Bosznia-Hercegovina elfoglalását eredményező hadjáratban, és teljesítette az önkéntes katonai szolgálat követelményeit is; csak ezt követően doktorált 1879-ben. Később tette le a tanári képesítővizsgát, és lett középiskolai tanár.
Kármán Mór 1878-ban beajánlotta Kohner Károly zsidó nagykereskedő családjához nevelőnek. Tanítványával 1882 októberében Berlinbe utazott, ahol az 1882/1883-as egyetemi tanévben lehetősége volt a Berlini Egyetemen előadásokat hallgatni, s szemináriumi munkában részt venni.
„A berlini egyetem az 1882/83-i iskolai évben talán a világ legkiválóbb egyeteme volt. A bölcsészeti karban Mommszen, Curtius Ernő (de), Droysen Gusztáv, Treitschke (de), Wattenbach , Bresslau (de) és Geiger (de) tanítottak történetet, hogy csak a rendes tanárokat említsem. De hallgattam néha Du Bois-Reymondnak (de) népszerű természettudományos előadásait is. Eljártam Gneist (de) sőt Helmholtz előadásaira is. Rendes tanárok szemináriumaiba nem sikerült beiratkoznom, mivel ezt többféle formalitás akadályozta. Beiratkoztam tehát Hans Delbrück (de) magántanárhoz, aki élete vége felé egy nagy haszonnal olvasható világtörténetet írt. Amikor én hallgattam még hirtelen szakállú tartalékos tiszt volt s örült, hogy külföldi doctor philosophiae iratkozott hozzá. Szemináriumába könnyű volt belépni. Akkor a történettel foglalkozó német tudományos világ Janssen (de) nagy reformáció történetével foglalkozott… A legbuzgóbb protestánsok sem hallgatták el, hogy Janssen igen sokat tud és ismeretlen forrásokat nyitott meg. Delbrück szemináriumában Janssen könyvének néhány állítását tűzte ki tárgyalásul a hallgatóknak. Nekem az a feladat jutott, hogy ismertessem Janssen véleményét Hutten Ulrikról. Megírtam a dolgozatot, Delbrück meg volt vele elégedve...
Volt akkor a berlini egyetemen Gizycki (de) nevű filológus, aki etikai előadást tartott, oda is eljártam…
Hallgattam olykor Scherer Vilmost (de) is a német nyelv és irodalom tanárát… Wagner Adolfot (en) a nemzetgazdát is hallgattam, még többször Karl Robertet (de) a klasszika archeológia tanárát.
Szóval a nagyszerű egyetemen ide-oda jártam, nem bírtam magam elhatározni egy szaknak hallgatására és művelésére. Ezt már azért sem bírtam tenni, mert egészen elfoglalta lelkemet a magyar történelem.”
Berlinből hazatérve Brüll Henrik zsidó nagyvállalkozó családjánál kapott nevelői munkát. Csak később lett állami alkalmazott. A budapesti Egyetemi Könyvtárnak volt tisztviselője, könyvtártisztként dolgozott (1885–1890). A középiskolai tanári képesítés megszerzését követően előbb a budapesti V. kerület Markó utcai állami főreáliskolában (1890–1897), majd a VII. kerület Barcsay utcai főgimnáziumban tanított. – 1885 elején „keresztény hitre tért”.
Gyulai Pál és Péterfy Jenő oldalán – még a 19. század 70–80-as éveiben – irodalomtörténésznek indult a Budapesti Szemle folyóirat körében. Számos emelkedett stílusú történeti esszét, tanulmányt, bíráló cikket közölt a Századok, Egyetemes Philológiai Közlöny, Tanáregyesületi Közlöny és más szakfolyóiratok hasábjain. Tanulmányok, esszék fordításával is foglalkozott. Jelesek az angol, a német és a francia irodalomból való fordításai. – Soha sem szakított az irodalomtörténettel, de egyre inkább a történettudományi kutatások és publikációk jellemzik munkásságát. Középiskolai munkája mellett – olykor szabadságot kapva – rendszeres kutató munkát végzett itthon és külföldön, különösen a bécsi levéltárakban. Történeti munkáiban elsősorban a 17. századi, részben a 19. század magyar politikatörténetével foglalkozott.
1896-ban a budapesti Magyar Királyi Tudományegyetem Bölcsészkarán egyetemi magántanári címet szerzett. 1909-ben az Egyetem nyilvános rendes tanára lett. Előbb az újkori magyar történelem (1909–1925), majd az újkori egyetemes történelem professzora (1925–1929) volt. Az 1918/1919-es és az 1919/1920-as egyetemi években az ELTE Bölcsészettudományi Kar dékánjának választották. (Dékánsága első évében, 1918 novemberében, az egyetem kormánybiztosa, Jászi Oszkár, kinevezését követően azonnal felfüggesztette őt dékáni tisztségéből. Új dékánt nevezett ki. Eltiltotta az oktatási munkától is, nem tarthatott egyetemi foglalkozásokat. A Tanácsköztársaság bukása után ismételten megválasztották a Kar dékánjának, egyetemi előadói jogait is visszakapta.) 1929 nyarától 1930 decemberéig a fiatal Ottó magyar királyi herceg, trónörökös tanára volt, akit magyar történelmi ismeretekre tanított.
„Azt gondoltam, minden magyarnak egyesülnie kell érzelemben a Szent Korona régi területéhez ragaszkodásban és a régi királyi család jogainak tiszteletében. De ez a tisztelet a Trianon után keletkezett intézmények megbecsülésével összeütközésbe ne kerüljön.
Ha az idő megérik, a körülmények és a belső hangulat majd megmutatja a helyes utat. 1929 nyarán… a királyi család udvarmestere megbízott, hogy Lekeitióba  utazzam Ottó királyfihoz. Adjam elő neki összefoglalóan a magyar történetet. Gróf Klebelsberg és a kormányelnök hozzájárulásával kaptam ezt a megbízatást.
Nem tagadom, hogy örültem e megbízatásnak. Örömem volt a megtisztelő feladatban… A Viscayai-öböl partján a kis Lequeitió nevű városban lakott akkor Zita királyné gyermekeivel együtt… A királyné okos, erélyes nő lévén azon volt, hogy magyar látogatóiban megerősítse a hitet, hogy ő mindig jóakarója volt a magyar nemzetnek… Sokat olvasott, igen egyszerűen élt, aggódva gyermekei jövőjén...
Előadtam a királyfinak a magyar történelmet körülbelül az Árpádok kihalásáig. A királyfi jól értett és tisztán beszélt magyarul. Büszke volt arra, hogy nemcsak az Árpádok, hanem a Koburg-Koháryak révén is magyar vér folyik ereiben. Figyelmesen hallgatta az előadásokat és szorgalmasan jegyzetelt. 1929 október elején a királyi család átköltözött Belgiumba, s így én szabaddá lettem.
A következő, 1930. évben a királyi család Steenokkerzeelbe (nl) költözött, Brüsszel mellé. Itt ünnepelte Ottó királyfi nagykorúságát. Az ünnepnapok után Brüsszelbe utaztam. Ott kellett laknom egy hotelben...
Brüsszelből kirándultam hetenként többször villamos vonaton a kastélyba, hogy folytassam előadásaimat. Ottó főherceg, akit ekkor már Felségnek szólítottak, figyelmesen hallgatta előadásaimat még akkor is, amikor elődeiről nem volt lehetséges kedvezően nyilatkoznom. A királyné igen jó néven vette, hogy 73 éves koromban messze földről fiához utaztam.
...elhagytam a királyi családot, 1930 karácsonya előtt egy héttel, a királyné és környezete még bíztak a restauráció nem is távoli lehetőségében… Annyi bizonyos, hogy a magyarságnak szívesen tesznek jó szolgálatot, ha arra alkalmuk nyílik.” 
Egyetemi nyugdíjazása után, 1935-ig, a Bécsi Magyar Történeti Intézet igazgatója volt. Bécsből az Anschlusst követő korlátozások miatt is 1938. június 28-án hazaköltözött Budapestre. Utolsó éveit visszavonultan töltötte. Visszaemlékezéseit írta. Napjai eseményeiről naplót vezetett. Élete utolsó hónapjaiban az üldöztetés fenyegető érzése fogalmazódott gondolattá: „Szomorú a jövő, mert szomorú a jelen.”

## Magyar Tudományos Akadémia
- levelező tag 1902,
- rendes tag 1917,
- titkár 1936.

## Társasági tagság (válogatás)
- Kisfaludy Társaság (1910)
- Magyar Könyvtárosok és Levéltárosok Egyesülete
- Magyar Történelmi Társulat
- Tisza István Tudományos Társaság

## Díjak, elismerések
- Corvin-koszorú (1930)

## Művei

### Könyvek, tanulmányok
- Berzsenyi Dániel (Budapest, 1879) – (Bölcsészdoktori dolgozat)
- Ócskay László – Budapesti Szemle, 10. évfolyam (1882) – In: Történelmi tanulmányok (Budapest, 1937)[9]
- Báthory Gábor uralkodása 1–2. közlés – Századok, 30. évfolyam (1896)
- Magyarország története II. Mátyástól III. Ferdinándig – In: A Magyar Nemzet Története – szerkesztette: Szilágyi Sándor– I–X. kötet (Budapest, 1898) – VI. kötet: Magyarország története II. Mátyástól III. Ferdinándig. – Hozzáférés: 2013. augusztus 21.
- Késmárki Thököly Imre életrajza – 1657–1705 – I–II. kötet (Magyar Történelmi Életrajzok – szerkesztette: Szilágyi Sándor – XX. kötet – Budapest, 1888–1889) – Hozzáférés: 2013. augusztus 21.
- Bethlen Gábor életrajza (Budapest 1899)
- Erdély politikai érintkezése Angliával (Budapest, 1902, németül is: Online)
- Kölcsey Ferencz (1790–1838) 1. és 2. közlés – Budapesti Szemle, 31. évfolyam (1903)
- Deák Ferencz emléke és a katonai kérdés (Budapest, 1904) – In: Tanulmányok (Budapest, 1923)
- Adalékok II. Rákóczi Ferenc bujdosása történetéhez: franczia levéltári közleményekkel (Budapest, 1905)
- Erdély története a nemzeti fejedelmek korában (Budapest 1906)
- Gróf Széchenyi István történeti eszméi 1–3. közlés – Budapesti Szemle, 35. évfolyam (1907) – (Székfoglalója akadémiai levelező tagságánál – 1907. január 14.) – In: Tanulmányok (Budapest, 1923)
- Gróf Széchenyi István emlékezete – Budapesti Szemle, 38. évfolyam (1910) – In: Történelmi tanulmányok (Budapest, 1937)
- Gyulai Pál (1825–1909)(Budapest, 1912)
- Szalay László emlékezete születése 100. évfordulója alkalmából (Budapest 1914)
- A világháború okai (Budapest 1914)
- Az 1615-i bécsi török békének titkos pontjai – In: Emlékkönyv dr. gróf Klebelsberg Kuno negyedszázados kultúrpolitikai működésének emlékére születésének ötvenedik évfordulóján – szerkesztette: Lukinich Imre (Budapest, 1925) – (Székfoglalója akadémiai rendes tagságánál – 1918. április 15.)
- Tanulmányok (Budapest, 1923) – Shakespeare kisebb költeményei; Deák Ferencz emléke és a katonai kérdés; Gróf Széchenyi István történeti eszméi; Gróf Teleki László öngyilkossága. – Hozzáférés: 2013. augusztus 21.
- Szakaszok Magyarország újabb történetéből (Budapest, 1928) – Politikai perek a XIX. század első éveiben; Gróf Széchenyi István ifjúkori naplói; Gróf Széchenyi István döblingi évei; Lord Loftus (en) és Széchenyi; Gróf Tisza István emlékezete. – Hozzáférés: 2013. augusztus 21.
- Gróf Széchenyi István (Budapest, 1928) – Hozzáférés: 2013. szeptember 1.
- Adalék Bethlen Gábor történetéhez 1. és 2. közlés – Századok, 63. és 64. évfolyam (1929; 1930) – In: Történelmi tanulmányok (Budapest, 1937)
- A boszniai válság története: I. A szandzsák vasút. – A Bécsi Magyar Történeti Intézet évkönyve, I. évfolyam (Budapest, 1931) – In: Történelmi tanulmányok (Budapest, 1937)
- Az ifjú Ferenc József (Budapest, 1932) – Hozzáférés: 2013. szeptember 1.
- Gróf Széchenyi István és Kossuth Lajos vitája – In: Emlékkönyv Károlyi Árpád születése nyolcvanadik fordulójának ünnepére (Budapest, 1933) – In: Történelmi tanulmányok (Budapest, 1937)
- II. Rákóczi Ferenc – Budapesti Szemle, 63. évfolyam (1935) – In: Történelmi tanulmányok (Budapest, 1937)
- Történelmi tanulmányok (Budapest, 1937) – Gróf Széchenyi István naplói, Gróf Széchenyi István emlékezete, Néhány Széchenyi-probléma, Gróf Széchenyi István és Kossuth Lajos vitája; A szegedi béke, Bethlen Gábor, Ocskay László, II. Rákóczi Ferenc, Gróf Batthyány Lajos főbenjáró pöre, Rudolf trónörökös, Az imperialista ábrándok korából (Beksics könyve), A boszniai válság története (1908, 1909); Három nekrológ: Kónyi Manó, Haraszti Gyula, Riedl Frigyes – Hozzáférés: 2013. szeptember 1. (A Magyar Tudományos Akadémia Könyvkiadó Vállalata)
- Haraszti Gyula emlékezete (Budapest, 1939) – In: Történelmi tanulmányok (Budapest, 1937)
- Gróf Andrássy Gyula: 1823–1890 (Budapest, 1941) (a kötet teljes szövege)
- Károlyi Árpád emlékezete: 1853–1940 (Budapest, 1943)
- ↑ Emlékezések:  – bevezető tanulmány: Péter László; sajtó alá rendezte és jegyzetekkel ellátta: Czigány Lóránt (London, 1971)
- Angyal Dávid naplója. (1942. október 30.–1943. szeptember 5.) – Közreadta [és jegyzetekkel ellátta] Schweitzer Gábor, Gantner Brigitta Eszter: „Szomorú a jövő, mert szomorú a jelen.”– Századok, 135. évfolyam (2001)

### Szerkesztések, forráskiadványok
- Szemelvények Salamon Ferenc munkáiból (Budapest, 1904)
- Kisfaludy Sándor minden munkái I–VI. kötet (Budapest 1892–1893)
- Szalárdi János siralmas krónikája (Budapest 1898)
- Miklósvárszéki nagyajtai Cserei Mihály históriája (Budapest 1899)
- Péterfy Jenő összegyűjtött munkái (Budapest 1901–1903)
- A magyar történet kútfőinek kézikönyve: Enchiridion fontium historiae Hungarorum szerkesztette: Marczali Henrik, Angyal Dávid és Mika Sándor közreműködésével (Budapest, 1901)
- Kölcsey Ferencz munkái sajtó alá rendezte és bevezetéssel ellátta Angyal Dávid (Budapest 1903) – Bevezetés 5–56. o.[10]
- Léderer Béla összegyűjtött munkái (Budapest, 1906)
- Történeti szemle – folyóirat (1912–1922)
- Tisza-évkönyv 1–4. évfolyam – az Országos Tisza István Emlékbizottság megbízásából szerkesztette – (Budapest. 1922., 1924., 1925. és Pápa, 1923)
- Magyarország felelőssége a világháborúért: tanulmányok – (Budapest, 1923)
- Falk Miksa és Kecskeméthy Aurél elkobzott levelezése (Budapest 1925)